# Lijst van schilderijen van Sofonisba Anguissola
Deze lijst geeft een overzicht van schilderijen van Sofonisba Anguissola, een Italiaans schilder.
| Afbeelding | Titel                                                  | Datering   | Collectie                       | Inventarisnummer   |
| ---------- | ------------------------------------------------------ | ---------- | ------------------------------- | ------------------ |
|            | Elena Anguissola als non                               | jaren 1540 | Southampton City Art Gallery    |                    |
|            | Zelfportret                                            | 1550       | Uffizi                          |                    |
|            | Zelfportret                                            | 1554       | Kunsthistorisches Museum Wien   | GG_285             |
|            | Zelfportret                                            | 1554       | Museo Poldi Pezzoli             |                    |
|            | Zelfportret                                            | 1554       | Museo Nazionale di Capodimonte  |                    |
|            | Portret van drie zusters Anguissola aan een schaakspel | 1555       | Muzeum Narodowe w Poznaniu      | FR 434             |
|            | Zelfportret                                            | 1556       | Kasteel Łańcut                  |                    |
|            | Zelfportret                                            | 1556       | Museum of Fine Arts             | 60.155             |
|            | Portret van Bianca Ponzoni Anguissola                  | 1557       | Gemäldegalerie                  |                    |
|            | Portret van Massimiliano Stampa                        | 1557       | Walters Art Museum              | 37.1016            |
|            | Familieportret met vader, broer en zuster              | 1559       | Nivaagaard                      |                    |
|            | Portret van Alexander Farnese                          | 1560       | National Gallery of Ireland     | NGI.17             |
|            | Portret van Johanna van Oostenrijk met een meisje      | 1561       | Isabella Stewart Gardner Museum | P26w15             |
|            | Portret van Elisabeth van Valois                       | 1563       | Museo Nacional del Prado        | P01031             |
|            | Portret van Philips II                                 | 1565       | Museo Nacional del Prado        |                    |
|            | Portret van Diane d'Andouins en haar dochter           | 1565       | Basque Museum in Bayonne        |                    |
|            | Portret van een jongen                                 | 1567s      | San Diego Museum of Art         | 1936.58            |
|            | Maria en kind                                          | jaren 1570 | Statens Museum for Kunst        | KMSsp77            |
|            | Portret van Minerva Anguissola                         | jaren 1570 | Pinacoteca di Brera             |                    |
|            | Portret van Anna van Oostenrijk                        | 1573       | Museo Nacional del Prado        | P1284              |
|            | Portret van Francesco I de' Medici                     | 1579       | particuliere kunstverzameling   |                    |
|            | Een man met zijn dochter                               | jaren 1580 | Muzeum Narodowe w Warszawie     | M.Ob.1079 (130953) |
|            | Jonge vrouw en profil                                  | jaren 1580 | Hermitage                       | ГЭ-36              |
|            | Drie kinderen met een hond                             | jaren 1580 | Particuliere kunstverzameling   |                    |
|            | Portret van een jonge vrouw                            | 1580       | Museo Lázaro Galdiano           | 08486              |
|            | Portret van Giuliano Cesarini                          | 1586       | Particuliere kunstverzameling   |                    |
|            | Portret van Isabelle van Valois                        | 1599       | Kunsthistorisches Museum Wien   | GG_3351            |
|            | Zelfportret                                            | 1610       | Gottfried Keller-Stiftung       |                    |